# Myrmecocichla
A Myrmecocichla a madarak osztályának verébalakúak (Passeriformes) rendjébe és a légykapófélék (Muscicapidae) családjába tartozó nem.

## Rendszerezésük
A nemet Jean Cabanis német ornitológus írta la 1850-ben, az alábbi fajok tartoznak ide:
- feketehasú hangyászrigó (Myrmecocichla nigra)
- száheli hangyászcsuk (Myrmecocichla aethiops)
- kongói hangyászrigó (Myrmecocichla tholloni)
- termeszrigó (Myrmecocichla formicivora)
- hegyi hantmadár (Myrmecocichla monticola[1] vagy Oenanthe monticola)[2]
- egyszínű hangyászrigó (Myrmecocichla melaena)
- Arnot-hangyászrigó (Myrmecocichla arnotti[1] vagy Pentholaea arnotti)[2]
- Myrmecocichla collaris[1]

## Előfordulásuk
Afrika területén honosak.Természetes élőhelyeik a szubtrópusi vagy trópusi füves puszták, szavannák, cserjések, gyepek és mocsarak. Állandó, nem vonuló fajok.

## Megjelenésük
Testhosszuk 18-20 centiméter körüliek.